# یونیورسال کلاسیک
یونیورسال کلاسیک (انگلیسی: Universal Classic) شرکت سرگرمی آمریکایی است، که در سال ۱۹۹۹ تأسیس شد.